# جون رودني غيست
جون رودني غيست (بالإنجليزية: John Rodney Guest)‏ هو عالم أحياء دقيقة بريطاني، ولد في 27 ديسمبر 1935.